# Nephus flavifrons
Nephus flavifrons is een keversoort uit de familie lieveheersbeestjes (Coccinellidae). De wetenschappelijke naam van de soort is voor het eerst geldig gepubliceerd in 1847 door Melsheimer.